# Armand Swartenbroeks
Armand Swartenbroecks, född 30 juni 1892 i Laeken, död 3 oktober 1980 i Koekelberg, var en belgisk fotbollsspelare.
Swartenbroeks blev olympisk guldmedaljör i fotboll vid sommarspelen 1920 i Antwerpen.